# Somatocleptes
Somatocleptes – rodzaj chrząszczy z rodziny kózkowatych i podrodziny zgrzypikowych.

## Zasięg występowania
Przedstawiciele tego rodzaju występują na Nowej Kaledonii.

## Systematyka
Do Somatocleptes należą 4 gatunki:
- Somatocleptes apicicornis
- Somatocleptes bruchiformis
- Somatocleptes ovalis
- Somatocleptes semeniformis